# BESIX
BESIX ist ein belgisches Bauunternehmen, welches besonders aktiv im Nahen Osten ist. Es wurde 1909 als Société Belge des Bétons (SBB) gegründet und gehört zu 50 % den ägyptischen Orascom Construction Industries. BESIX besitzt Niederlassungen in Europa, Aserbaidschan, Marokko, Ägypten, den Vereinigten Arabischen Emiraten, Katar, Saudi-Arabien, Kamerun und Äquatorial-Guinea. Eine Tochter des Unternehmens ist die Bauunternehmung Six Construct.

## Bauwerke
- Zweiter Coentunnel
- King Abdullah Sports City, Dschiddah
- Yas-Insel, VAE
- Burj Khalifa (beteiligt)